# Kadrowy system wojska
Kadrowy system wojska – system umożliwiający utrzymanie zmniejszonego stanu etatowego wojska, oparty na służbie w jednostkach głównie kadry zawodowej, co umożliwia w razie mobilizacji stosunkowo szybkie uzupełnienie tych jednostek do stanów przewidzianych w etatach czasu wojennego.